# Johanne Stockmarr
Johanne Amalie Stockmarr, född den 21 april 1869 i Köpenhamn, död där den 2 februari 1944, var en dansk pianist. Hon var dotter till Ferdinand Stockmarr.
Johanne Stockmarr var elev till Edvard Helsted på Det Kongelige Danske Musikkonservatorium och utbildade sig därefter vidare för Franz Neruda i Paris. Hon var en av sin tid mest kända danska pianister och ansågs ha en gedigen förmåga som solo- och kammarmusikspelare. Johanne Stockmarr hade en omfattande konsertverksamhet och uppträdde även utomlands. Dessutom fick hon betydelse som pianolärare på Det Kongelige Danske Musikkonservatorium. Hon tilldelades 1929 Tagea Brandts rejselegat for kvinder.